# Hüssingen
Hüssingen ist ein Gemeindeteil der Gemeinde Westheim im Landkreis Weißenburg-Gunzenhausen (Mittelfranken, Bayern). Die Gemarkung Hüssingen hat eine Fläche von 6,273 km². Sie ist in 683 Flurstücke aufgeteilt, die eine durchschnittliche Flurstücksfläche von 9184,68 m² haben.

## Geografie
Das Pfarrdorf befindet sich im Hahnenkamm, etwa sechs Kilometer Luftlinie von Oettingen entfernt. Nördlich liegt der Hüssinger Berg mit einer Höhe von 554 m ü. NHN. Südöstlich des Ortes finden sich Überreste einer römischen villa rustica. Südlich wurde die mittelalterliche Wüstung Hettelsberg entdeckt.
Durch Hüssingen führt die Staatsstraße 2216, die den Ort mit Steinhart und der Staatsstraße 2384 bei Hechlingen verbindet. Die Kreisstraße WUG 30 führt nach Zirndorf und Unterappenberg.

## Geschichte
In der Umgebung von Hüssingen konnten Steinspitzen aus der Mittel- und Jungsteinzeit geborgen werden. Weitere archäologische Funde deuten darauf hin, dass es bereits zur vorgeschichtlicher Zeit hier eine Siedlung gab. Aus der Römerzeit konnten Überreste einer „villa rustica“ aus dem 3. Jahrhundert gefunden werden.
Möglicherweise leitet sich der Ortsname von den Huosi, dem Namen eines bajuwarischen Adelsgeschlechts, ab, die 635 in der Lex Baiuvariorum erstmals urkundlich erwähnt werden. Auffallend ist, dass bei dem benachbarten Ort Hechlingen eine ähnliche Ableitungsmöglichkeit besteht (Rückführung auf das Adelsgeschlecht der Hahilinga). Die Ortsnamenendung -ingen zeigt, dass der Name aus früher Zeit stammt und deutet auf alemannische Ursprünge hin.
Bereits im 12. Jahrhundert hatte der Ort eine Kirche, die heutige evangelisch-lutherische Filialkirche St. Leonhard und Nikolaus, die bis 1470 zur Parochie Hainsfarth gehörte und anschließend zur eigenständigen Pfarrei erhoben wurde. Im Dreißigjährigen Krieg wird Hüssingen mehrfach geplündert, die Einwohnerzahl nimmt erheblich ab. Zwischen 1640 und 1660 kommen zahlreiche Exulanten aus dem "Ländlein ob der Enns" nach Franken und in das Dorf, was dem Ort neues Leben verleiht.
Hüssingen gehörte im Mittelalter zum Domkapitel Eichstätt, nach der Reformation zum Markgrafentum Ansbach. Mit dem Gemeindeedikt wurde Hüssingen Anfang des 19. Jahrhunderts eine politische Gemeinde. Am 1. Mai 1978 wurde diese anlässlich der Gemeindegebietsreform nach Westheim eingemeindet.

### Einwohnerentwicklung
Gemeinde Hüssingen
- 1910: 288 Einwohner[11]
- 1933: 266 Einwohner
- 1939: 247 Einwohner[12]
- 1961: 254 Einwohner[10]
- 1970: 261 Einwohner[10]

Ort Hüssingen
- 1987: 256 Einwohner
- 2009: 259 Einwohner